# Condado de Pittsylvania
El condado de Pittsylvania (en inglés: Pittsylvania County), fundado en 1767, es uno de 95 condados del estado estadounidense de Virginia. En el año 2000, el condado tenía una población de 61,745 habitantes y una densidad poblacional de 25 personas por km². La sede del condado es Chatham.

## Geografía
Según la Oficina del Censo, el condado tiene un área total de 2533 km² (978 mi²), de la cual 2515 km² (971 mi²) es tierra y 18 km² (6,9 mi²) (0.75%) es agua.

### Condados adyacentes y ciudades independientes
- Condado de Bedford (noroeste)
- Condado de Campbell (noreste)
- Condado de Halifax (este)
- Condado de Caswell (Carolina del Norte) (sureste)
- Danville (sur)
- Condado de Rockingham (Carolina del Norte) (suroeste)
- Condado de Henry (oeste-suroeste)
- Condado de Franklin (oeste-suroeste)

## Demografía
Según la Oficina del Censo en 2000, los ingresos medios por hogar en el condado eran de $35,153, y los ingresos medios por familia eran $41,175. Los hombres tenían unos ingresos medios de $30,105 frente a los $21,382 para las mujeres. La renta per cápita para el condado era de $16,991. Alrededor del 11.80% de la población estaban por debajo del umbral de pobreza.

## Localidades
- Chatham
- Gretna
- Hurt

Aunque Danville está dentro de los límites del condado de Pittsylvania, no forma parte del condado. A pesar de ser una ciudad incorporada, es una ciudad independiente en virtud de las leyes de Virginia.

### Comunidades no incorporadas
- Blairs

Brosville Virginia
- Chalk Level
- Dry Fork
- Grit
- Keeling (Virginia)
- Mount Airy
- Mt. Hermon
- Pickeral's Crossing
- Pittsville
- Renan
- Ringgold
- Sonans
- Straightstone
- Whittles Depot
- Tightsqueeze